# Reino Ragnar Lehto
Reino Ragnar Lehto (Turku, 2 maggio 1898 – Helsinki, 13 luglio 1966) è stato un politico e funzionario finlandese, primo ministro ad interim della Finlandia dal 18 dicembre 1963 al 12 settembre 1964.
Dopo la fine della sua esperienza alla guida del governo, ricoprì la carica di governatore della Provincia di Uusimaa dal 1964 fino alla sua morte nel luglio 1966.
| Controllo di autorità | VIAF (EN) 606157884845360620004 · ISNI (EN) 0000 0004 8447 1706 · GND (DE) 1202575536 |